# Aderus maroniensis
Aderus maroniensis es una especie de coleóptero de la familia Aderidae. Fue descrita científicamente por Maurice Pic en 1920.

## Distribución geográfica
Habita en el archipiélago las Guayanas.